# Jerzy Melcer
Jerzy Melcer (ur. 10 marca 1949 w Białymstoku) – polski piłkarz ręczny. 121-krotny reprezentant Polski. Uczestnik Igrzysk Olimpijskich w Monachium w 1972 roku i brązowy medalista Igrzysk Olimpijskich w Montrealu w 1976 roku. Występował także na Mistrzostwach Świata we Francji w 1970 i NRD w 1974 roku.

## Kariera
Karierę sportową zaczynał w AZS Białystok. Kontynuował ją w Spójni Gdańsk, a w 1974 roku przeniósł się do ówczesnej Korony Kielce (dzisiejsze Vive Targi Kielce). W 1975 roku wywalczył z nią awans do ekstraklasy. W Kielcach grał do 1978 r. po czym przeniósł się do Austrii, w której występował m.in. w drużynie z Linzu. Podczas występów w Kielcach, w 1976 wygrał plebiscyt na najpopularniejszego sportowca Kielecczyzny.